# Cleangame
Cleangame, född 30 september 2012, är en fransk varmblodig travhäst som tränades av Jean-Michel Bazire och kördes av Jean-Michel Bazire.
Cleangame började tävla i mars 2015 och inledde karriären med två galopper och tog första segern i tredjestarten. Han sprang under sin karriär in 1,8 miljoner euro på 69 starter varav 42 segrar, 5 andraplatser och 2 tredjeplatser. Karriärens största segrar kom i Prix d'Été (2020, 2021).
Cleangame har även segrat i Prix du Luxembourg (2019), Prix Jean Dumouch (2019), Grand Prix Anjou-Maine (2019, 2021), Grand Prix du Sud-Ouest (2019, 2021), Grand Prix du Conseil Municipal (2019, 2020), Finale du Grand National du trot (2019, 2021), Prix Jean-Luc Lagardère (2020) och Prix Kerjacques (2020). Han har kommit på andraplats i Prix Chambon P (2020).